# Биоэтанол

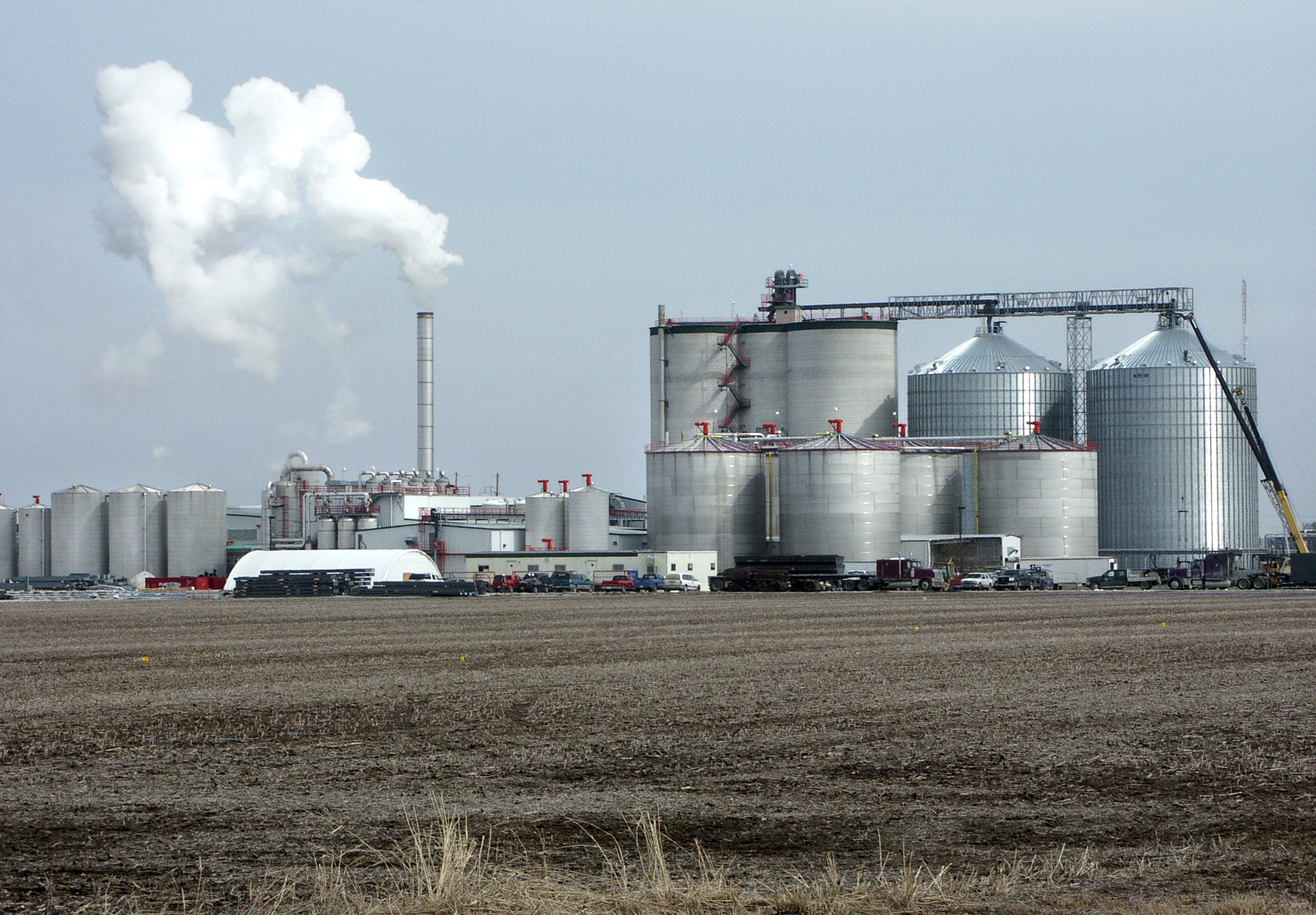
Завод по производству этанола в Зап. Бёрлингтоне, шт. Айова

Биоэтанол — обычный этанол, получаемый в процессе переработки растительного сырья для использования в качестве биотоплива. Мировое производство биоэтанола в 2005 году составило 36,3 млрд литров, из которых 45 % пришлось на Бразилию и 44,7 % — на США. Этанол в Бразилии производится преимущественно из сахарного тростника, а в США — из кукурузы. Производство этанола из тростника на сегодняшний день экономически более выгодно, чем из кукурузы. Федеральное правительство США предоставляет производителям этанола налоговый кредит (но не субсидии) до $0,51 за галлон этанола. Бразильский этанол дёшев из-за низких заработных плат у сборщиков сахарного тростника.
США в августе 2005 года приняли «Энергетический Билль» («Energy Policy Act of 2005»), и «Стандарт возобновляемых видов топлива» («Renewable Fuels Standard»). Они предусматривают к 2012 году ежегодное производство 30 миллиардов литров этанола из зерновых и 3,8 миллиард литров из целлюлозы (стебли кукурузы, рисовая солома, отходы лесной промышленности и т. д.).

## Сырьё для производства биоэтанола

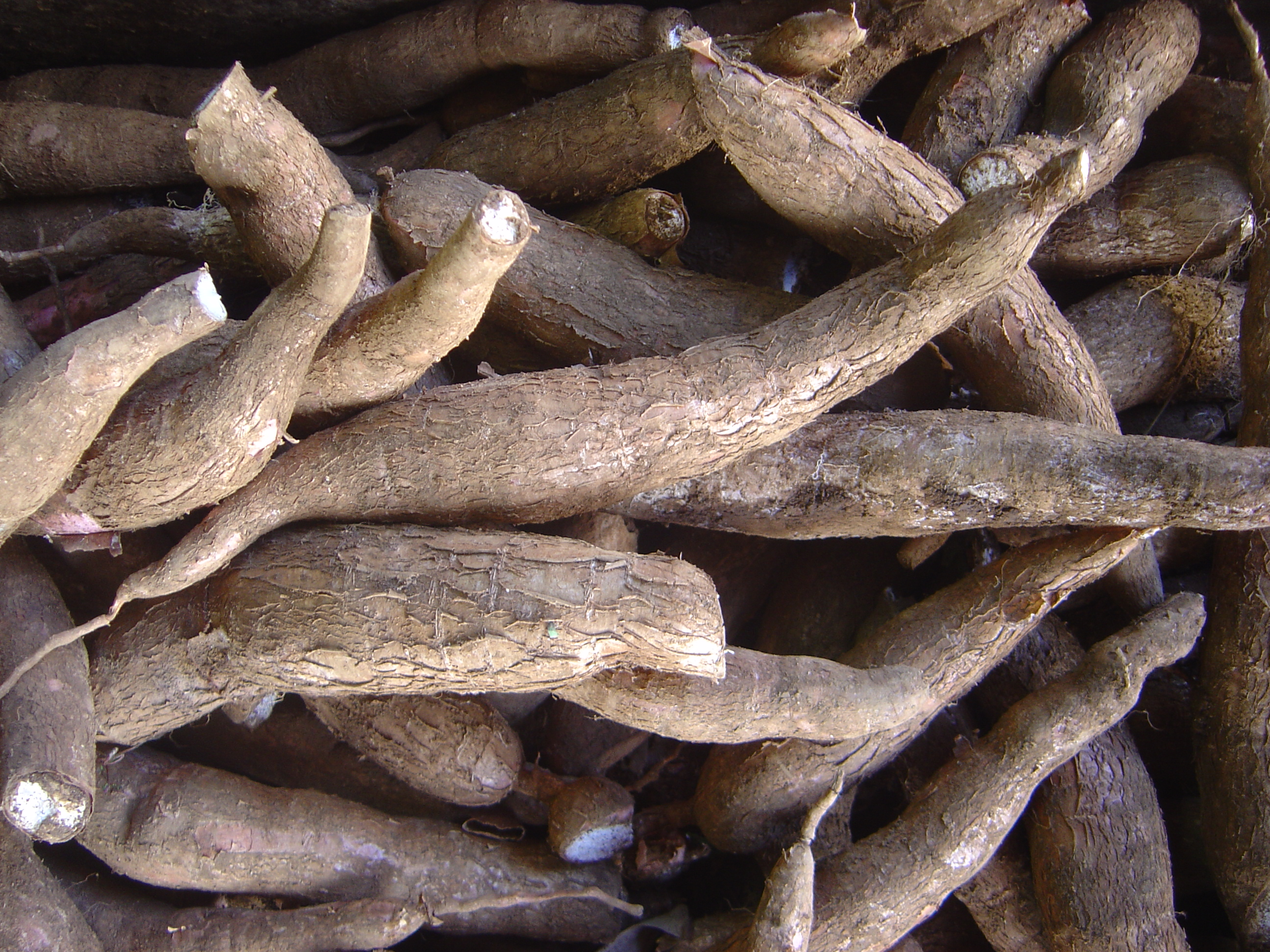
Клубни маниока

В настоящее время большая часть биоэтанола производится из кукурузы (США) и сахарного тростника (Бразилия). Сырьём для производства биоэтанола также могут быть различные с/х культуры с большим содержанием крахмала или сахара: маниок, картофель, сахарная свекла, батат, сорго, ячмень и т. д.
Большим потенциалом обладает маниок. Маниоку в больших количествах производят Китай, Нигерия, Таиланд. Себестоимость производства биоэтанола из маниоки в Таиланде — около $35 за баррель нефтяного эквивалента.
Лучшим климатом для производства сахарного тростника обладает Перу, страны Карибского бассейна. В больших количествах сахарный тростник могут также производить Индонезия и некоторые африканские страны, например, Мозамбик.
Этанол можно производить в больших количествах из целлюлозы. Сырьём могут быть различные отходы сельского и лесного хозяйства: пшеничная солома, рисовая солома, багасса сахарного тростника, древесные опилки и т. д.
Сырьём для производства биоэтанола может служить борщевик Сосновского. С гектара борщевика, ориентировочно, можно получить до 25 тыс. литров биоэтанола. Для сравнения, сахарный тростник и сахарная свекла позволяют производить соответственно 4550 и 5060 литров биоэтанола с гектара.

## Методы производства

### Брожение
Известный с давних времён способ получения этанола — спиртовое брожение органических продуктов, содержащих углеводы (виноград, плоды и т. п.) под действием ферментов дрожжей и бактерий. Аналогично выглядит переработка крахмала, картофеля, риса, кукурузы, и проч. Реакция эта довольно сложна, её схему можно выразить уравнением:
В результате брожения получается раствор, содержащий не более 15 % этанола, так как в более концентрированных растворах дрожжи обычно гибнут. Полученный таким образом этанол нуждается в очистке и концентрировании, обычно путём дистилляции.

#### Промышленное производство спирта из биологического сырья
Современная промышленная технология получения спирта этилового из пищевого сырья включает следующие стадии:
- подготовка и измельчение крахмалистого сырья — зерна (прежде всего — ржи, пшеницы), картофеля, кукурузы и т. п.;
- ферментация; на подавляющем большинстве спиртовых производств мира ферментативное расщепление крахмала до спирта при помощи дрожжей оставлено — для этих целей применяются рекомбинантные препараты альфа-амилазы, полученные биоинженерным путём — глюкоамилаза, амилосубтилин;
- брагоректификация — осуществляется на разгонных колоннах.

Отходами бродильного производства являются барда и сивушные масла. Барда используется для производства кормов.
Крупнейшие производители биоэтанола в США компании «Archer Daniels Midland» и «Cargill».

#### Гидролизное производство
В промышленных масштабах этиловый спирт получают из сырья, содержащего целлюлозу (древесина, солома), которую предварительно гидролизуют. Образовавшуюся при этом смесь пентоз и гексоз подвергают спиртовому брожению. В странах Западной Европы и Америки эта технология не получила распространения, но в СССР (ныне в России) существовала развитая промышленность кормовых гидролизных дрожжей и гидролизного этанола.

## Этанол как топливо

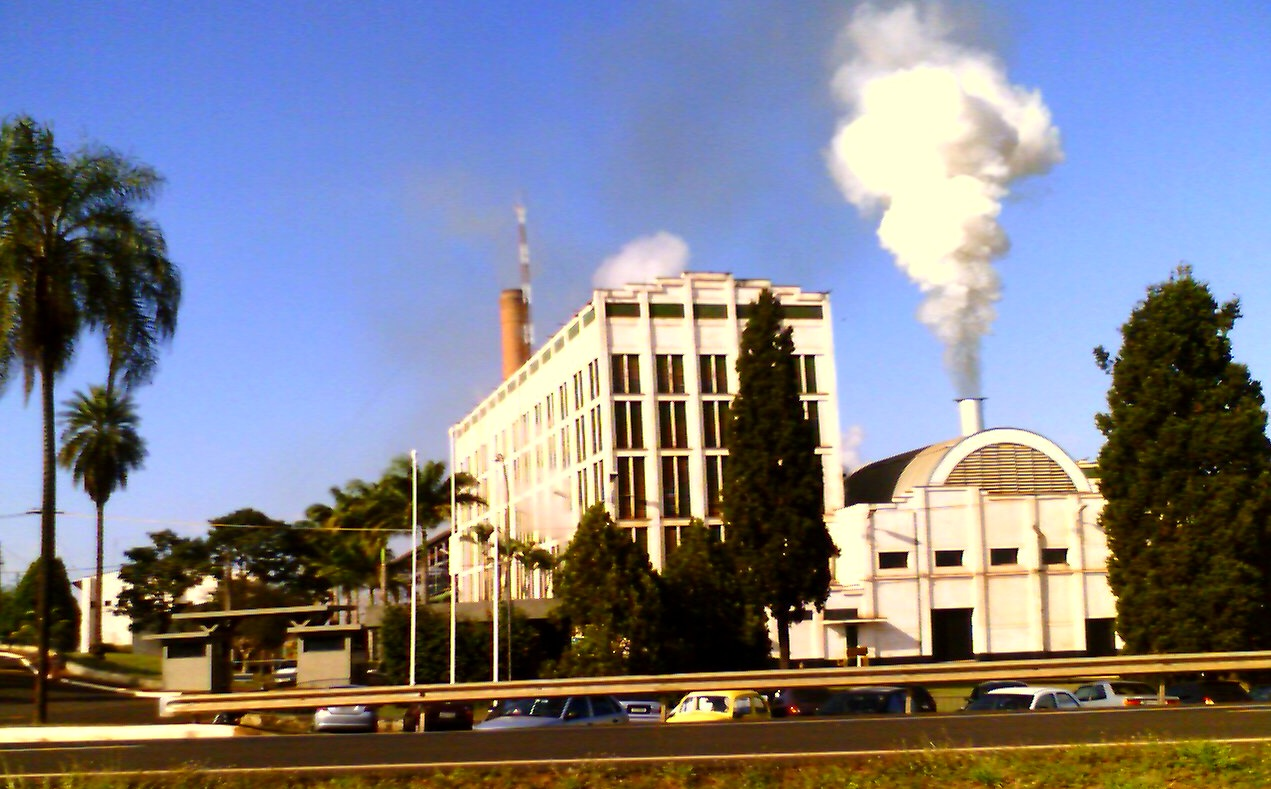
Производство этанола в Сертазино, Бразилия

На 2008 год доля этанола в мировом потреблении моторного топлива составила 5,4 %. В том же году 89 % мирового производства этанола приходились на долю США и Бразилии.
Этанол является менее «энергоплотным» источником энергии, чем бензин (это касается только смесей с высоким содержанием этанола, см. ниже «Энергоэффективность этанола»); пробег машин работающих на E85 (смесь 85 % этанола и 15 % бензина; буква «E» — от английского Ethanol) на единицу объёма топлива составляет примерно 75 % от пробега стандартных машин. Обычные автомобильные ДВС не могут работать на E85, хотя прекрасно работают на E10. На «настоящем» этаноле могут работать только т. н. машины «Flex-Fuel» (автомобиль с многотопливным двигателем). Эти автомобили также могут работать на обычном бензине (небольшая добавка этанола всё же требуется) или на произвольной смеси того и другого. Бразилия является лидером в производстве и использовании биоэтанола из сахарного тростника в качестве топлива. Автозаправки в Бразилии предлагают на выбор либо E20 (иногда E25) под видом обычного бензина, либо «acool» E100, азеотроп этанола (96 % C2H5OH и 4 % (по весу) воды). Пользуясь тем, что этанол дешевле бензина, недобросовестные заправщики разбавляют E20 азеотропом, так что его концентрация может негласно доходить до 40 %. Переделать обычную машину в «Flex-fuel» можно, но экономически нецелесообразно.
Критики производства биоэтанола заявляют, что для производства биоэтанола под плантации тростника часто вырубаются тропические леса. Хотя плантации сахарного тростника не являются первоочередной целью лесорубов. Тропические леса вырубаются нелегально ради древесины. Если нелегальные производители древесины вырубают участок леса, то после их ухода участок занимают фермеры для выпаса скота. Через 3-4 года выпас скота на этом участке прекращается, а участок занимают фермеры для производства сои и других культур.
Производство этанола из кукурузы в США в 5-6 раз менее эффективно по сравнению с его производством на основе сахарного тростника в Бразилии. В последнее время в южных штатах США начинается производство целлюлозного этанола, для чего проводятся посевы сладкого сорго.

### В России
В 2004 году в РФ был принят ГОСТ Р 52201-2004 на спиртосодержащие моторные топлива («бензанолы») с содержанием этанола 5-10 %.
С 2006 года вступили в действие изменения к Закону «О государственном регулировании производства и оборота этилового спирта, алкогольной и спиртосодержащей продукции» и к главе «Акцизы» Налогового кодекса РФ. В результате изменений, бензин, содержащий более 1,5 % спирта, признается спиртосодержащей продукцией со всеми вытекающими последствиями: его изготовление и реализация подлежат лицензированию и специальному контролю со стороны налоговых органов.
В 2018 году был принят закон, регулирующий производство и оборот биоэтанола и призванный вывести производство и оборот автомобильного бензина, произведенного с добавлением этилового спирта, из-под действия закона 2006 года о госрегулировании производства и оборота этилового спирта.

## Топливные смеси этанола

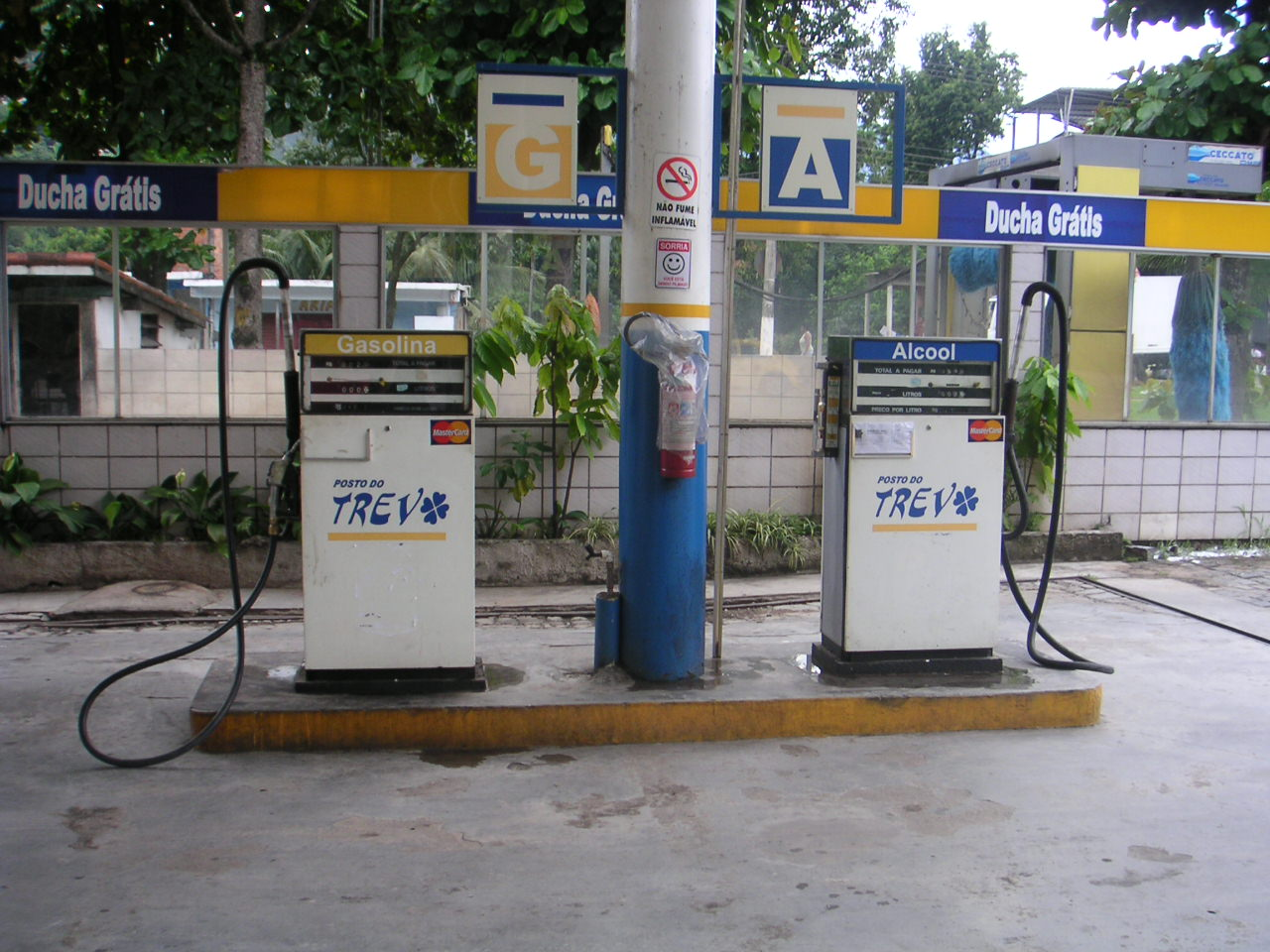
Заправочная станция в Бразилии, продающая этанол.

- E5, E7, E10 — смеси с низким содержанием этанола (5, 7 и 10 весовых процентов, соответственно), наиболее распространённые в наши дни. В этих случаях добавка этанола не только экономит бензин путём его замещения, но и позволяет удалить вредную оксигенирирующую добавку МТБЭ.
- E85 — смесь 85 % этанола и 15 % бензина. Стандартное топливо для т. н. «Flex-Fuel» машин, распространённых в основном в Бразилии и США и в меньшей степени — в других странах. Из-за более низкой энергоплотности продаётся дешевле, чем бензин.
- ED95 — смесь 95 % этанола и 5 % топливной присадки. Компания «Scania» начала разрабатывать дизельный двигатель для автобуса, работающий на 95 % этаноле, в середине 80-х годов. Создана программа испытаний городских автобусов с двигателями, работающими на 95 % этаноле — «BEST» («BioEthanol for Sustainable Transport»).
- E100 — формально 100 % этанол, однако в силу того, что этанол гигроскопичен, его получение и использование без остаточной концентрации воды невыгодно. Поэтому в большинстве случаев под E100 подразумевают стандартную азеотропную смесь этанола (96 % C2H5OH и 4 % воды (по весу); 96,5 % и 3,5 % в объёмных процентах). Путём обычной дистилляции невозможно получить более высокую концентрацию этанола.

Подробно номенклатура смесей этанола и бензина, используемых в качестве топлива в разных странах и машинах, описана в статье Топливные смеси этанола.

## Энергоэффективность этанола
В декабре 2007 года Университет Северной Дакоты и Центр Автомобильных Исследований Миннесоты (MnCAR) опубликовали результаты исследования энергоэффективности применения биоэтанола в автомобильном транспорте. В исследовании принимали участие как обычные автомобили, так и автомобили с «Flex-fuel» двигателями. Исследовали смеси от 2 % до 85 % содержания этанола в бензине.
Для обычных автомобилей оптимальной оказалась смесь E30. Потребление топлива снизилось на 1 % в сравнении с бензином. Результат получен на автомобилях «Toyota Camry» и «Ford Fusion».
Для «flex-fuel» автомобилей оптимальной оказалась смесь E20. Потребление топлива снизилось на 15 % в сравнении с бензином. Результат получен на «flex-fuel» модели «Chevrolet Impala».

## Экономическая эффективность производства этанола
В 2006 г. в отчёте Департамент сельского хозяйства США (USDA) сообщил, что себестоимость производства биоэтанола в США составляет около 0,3$ за литр, в Бразилии — 0,19-0,2 $, в Европе — 0,5$. В начале 2008 года рыночная цена 1 литра этанола была: в США — 0,43 $ (бензин — 0,55 $), в Бразилии — 0,4 $, в Европе — 0,72 $ (бензин — 1,5 $).
В Бразилии багасса сахарного тростника используется в качестве топлива на электростанциях. Это позволяет увеличить топливный баланс этанола, производимого из сахарного тростника, до 8.

## Экологические аспекты применения этанола в качестве топлива
Использование биоэтанола в качестве топлива позволяет снизить выбросы диоксида углерода, являющегося парниковым газом. Сокращение выбросов диоксида углерода при использовании биоэтанола зависит от используемого растительного сырья, климатической зоны и накладных расходов на его выращивание, транспорт и переработку, поскольку в этих процессах используется ископаемое топливо (агротехнические работы, сушка зерна при закладке на хранение, производство удобрений для восстановления плодородия почв, ректификация спирта и переработка отходов). Снижение выбросов CO2 при производстве этанола из зерна, по состоянию на 2007 г., в США составляло, в среднем, 19 %, предполагается, что при модернизации спиртового производства и переводе его исключительно на природный газ возможно снижение выбросов углекислого газа на 28-32 %. Максимальное снижение выбросов CO2 может быть достигнуто при производстве этанола из целлюлозосодержащих отходов (например, отходов лесной промышленности, 52 %) в качестве как источников целлюлозы, так и топлива в спиртовом производстве; теоретический максимум снижения выбросов — 82 % — может быть достигнут при производстве этанола из целлюлозной биомассы проса Panicum virgatum, однако такие производства в настоящее время (2011 г.) отсутствуют.
Главной проблемой производства биоэтанола из товарной сельскохозяйственной продукции, в первую очередь из зерна, является сокращение доли земель, занятых под производство кормовых и пищевых культур и, как следствие, рост цен на продовольствие. Так, по оценкам бюджетного комитета Конгресса США, вклад роста использования зерна для производства этанола в повышении цен на продовольствие в 2008 г. составил 35 %.
Содержащийся в этаноле кислород позволяет более полно сжигать углеводороды топлива. 10 % содержание этанола в бензине позволяет сократить выхлопы аэрозольных частиц до 50 %, выбросы CO — на 30 %.
В 2006 год] применение этанола в США позволило сократить выбросы около 8 млн тонн парниковых газов (в CO2 эквиваленте), что примерно равно годовым выхлопам 1,21 млн автомобилей.

## Автомобили, использующие биоэтанол в качестве топлива
- «Микроджоуль»
- Koenigsegg CCXR
- Saab Aero-X
- Saab 9-3 (в комплектации с двигателем «BioPower»)
- Ford Focus и Ford C-MAX Flexifuel
- Zenvo ST1 (Zenvo)
- Bentley continental Supersports

В начале 2007 г. 15 % автомобилей в Бразилии имели flex-fuel двигатели.
В 2007 году в Бразилии было продано 2 миллиона новых биотопливных автомобилей, что составляет 85,6 % от рынка новых автомобилей Бразилии. За 2003 год в Бразилии было продано 48 тыс. биотопливных автомобилей, что составляло 4 % автомобильного рынка.
Последнее время широкое распространение получили двигатели «Flexifuel» от компании «Ford». В 2007 году в Европе было продано около 17500 автомобилей «Flexifuel».